# Green Flash

Green Flash est une comédie américaine réalisée par Paul Nihipali Jr., sortie en 2009.

## Synopsis
Ancienne gloire du basket-ball, Cameron Day est déterminé à redevenir un athlète de haut niveau. Cette fois, il abandonne les salles surchauffées pour les plages ensoleillées de Californie. Sa métamorphose est une réussite grâce au soutien de la belle Lana et de Mia, une adepte du "Green Flash". Mais la compétition pour gagner le tournoi de beach volley-ball s'annonce serrée face à des équipes prêtes à tout pour remporter le trophée.

## Fiche technique
- Réalisation : Paul Nihipali Jr.
- Production : Joseph Barmettler, Cameron Dieterich, Bob Smiland
- Durée : 95 minutes
- Sortie DVD : 5 mai 2009

## Distribution
- David Charvet : Cameron Day
- Torrey DeVitto : Mia
- Kristin Cavallari : Lana
- Brody Hutzler : Jeremy Madden
- Court Young : Kenny